# Antrain
Antrain je francouzská obec v departementu Ille-et-Vilaine v regionu Bretaň. V roce 2010 zde žilo 1 393 obyvatel. Je centrem kantonu Antrain.

## Vývoj počtu obyvatel
Počet obyvatel